# Малинівка (Низовське сільське поселення)
Мали́нівка (рос. Малиновка) — селище Гур'євського міського округу, Калінінградської області Росії. Входить до складу Низовського сільського поселення.
Населення —  1 особа (2015 рік). 

## Населення
| 2002 | 2010 |
| ---- | ---- |
| 3    | ↘1   |